# Scisma di Lucca
Con scisma di Lucca si intende quel periodo della storia di Lucca, in cui la città è stata dominata dal vescovo scismatico Pietro, consacrato dall'antipapa Clemente III il 25 luglio 1081, grazie al supporto dell'imperatore Enrico IV di Franconia. Inizia con la fuga dalla città del vescovo Anselmo II nel 1081 e finisce con l'insediamento nella sede episcopale lucchese del vescovo ortodosso Gottifredo (Gottefredus), che sembra non avvenire prima della vittoria della contessa Matilde di Canossa sulle truppe imperiali che risale all'ottobre 1092. Si inserisce nella stagione storica della lotta per le investiture.
È noto anche un secondo periodo scismatico lucchese, questa volta sostenuto da Federico Barbarossa, denominato "scisma del 1159" (1159-1177), cui aderiranno i vescovi scismatici Pievano (1159 - 1166) e Lando (1167-1176).

## Elementi precursori
Nell'Alto Medioevo, grazie alle elargizioni effettuate dai potenti dell'epoca, ma anche da semplici possidenti, si era andato costituendo un patrimonio dei canonici di San Martino, indipendente e distinto da quello episcopale. Adalberto II "marchio", detto il Ricco, in un momento compreso tra l'889 e il 915, offrì alla canonica di San Martino il confessore e di San Regolo martire la decima parte dei suoi possedimenti. Ulteriori donazioni furono elargite da re Ugo il 1º luglio 932 e re Lotario I il 16 marzo 942, e furono poi riconfermate dall'imperatore Ottone I il 13 marzo 962. Il privilegio ottoniano, ripreso fedelmente da Ottone II nel 982, da Ottone III e da Corrado II, tutelava espressamente quelle risorse dall'ingerenza del vescovo, riservando al duca e al marchese di Lucca il potere di intervenire in favore del Capitolo. Anche il vescovo Corrado si mostrò munifico a metà del X secolo, donando alcuni beni in Segrumigno, nonché la quarta parte delle decime e degli spiritualia di quella pieve. Si incrementano ulteriormente i possedimenti della canonica della chiesa matrix lucchese fino all'arrivo di Anselmo II, ed il fenomeno continua anche durante il periodo scismatico.
Il vescovo di Lucca Giovanni II (Johannes II; 1023-1056), appartenente alla stirpe dei Da Besate, promulgò una bolla nel 24 aprile 1048, in cui, oltre ad invitare i canonici alla vita comune senza comunque obbligarli, creò incentivi per indurre a condurre la vita clericale insieme: "ai canonici che eransi sottoposti alla vita regolare e comune donò un pezzo di terra ed una casa presso la chiesa di s. Martino e il vescovato, affinché ivi potessero segregati dagli altri vivere fra loro in perfetta comunità".
Il 12 marzo 1051 papa Leone IX, richiamandosi a Giovanni II, confermandone le disposizioni, stabilì che, una volta deceduti i canonici della cattedrale lucchese, se ammogliati, fossero sostituiti solo da religiosi casti, "pro incestis casti, pro immundis mundi restituantuantur"; con un'altra bolla del 3 febbraio 1052 ribadì il suo impegno per "qui caste et regulariter sancto altari deservire desiderant". Il concilio di Firenze del 14 giugno 1055, cui parteciparono Enrico III, papa Vittore III, lo stesso vescovo Giovanni II condannò e sanzionò le alienazioni dei beni ecclesiastici, la simonia ed il concubinato dei preti, oltre a far recludere in Germania la reggente Beatrice con sua figlia Matilde per le nozze mai approvate tra la vedova di Bonifacio di Canossa e Goffredo il Barbuto. Papa Niccolò II, detto anche Nicola, si trovò, appena eletto, a fronteggiare nel 1059 un conflitto insorto nella chiesa di Milano, in cui i Patarini, guidati da Arialdo, erano insorti contro la celebrazione di messe da parte di sacerdoti uxorati. Niccolò II ritenne inopportuno applicare lo sciopero liturgico nel caso di celebrazioni presiedute da clero uxorato, e cioè lecitamente sposato, mentre lo approvò contro il clero concubinario. Il sinodo successivamente convocato a Roma nel 1059 distinse tra clero uxorato e concubinario, salvo che il clero ammogliato doveva comunque rispettare la continenza nei rapporti coniugali. Papa Alessandro II, con la Bolla "Quanvis Ecclesiasticae", si limitò a stabilire il numero dei componenti del capitolo di San Martino a trenta, divisi tra dodici presbiteri (tenuti a dir messa solenne nella chiesa "matrice" tutti i giorni alla "hora tertia" con un diacono e con un suddiacono, senza andare altrove a dir messa), sette diaconi e sette suddiaconi; i clerici restanti sarebbero stati solo componenti del coro.

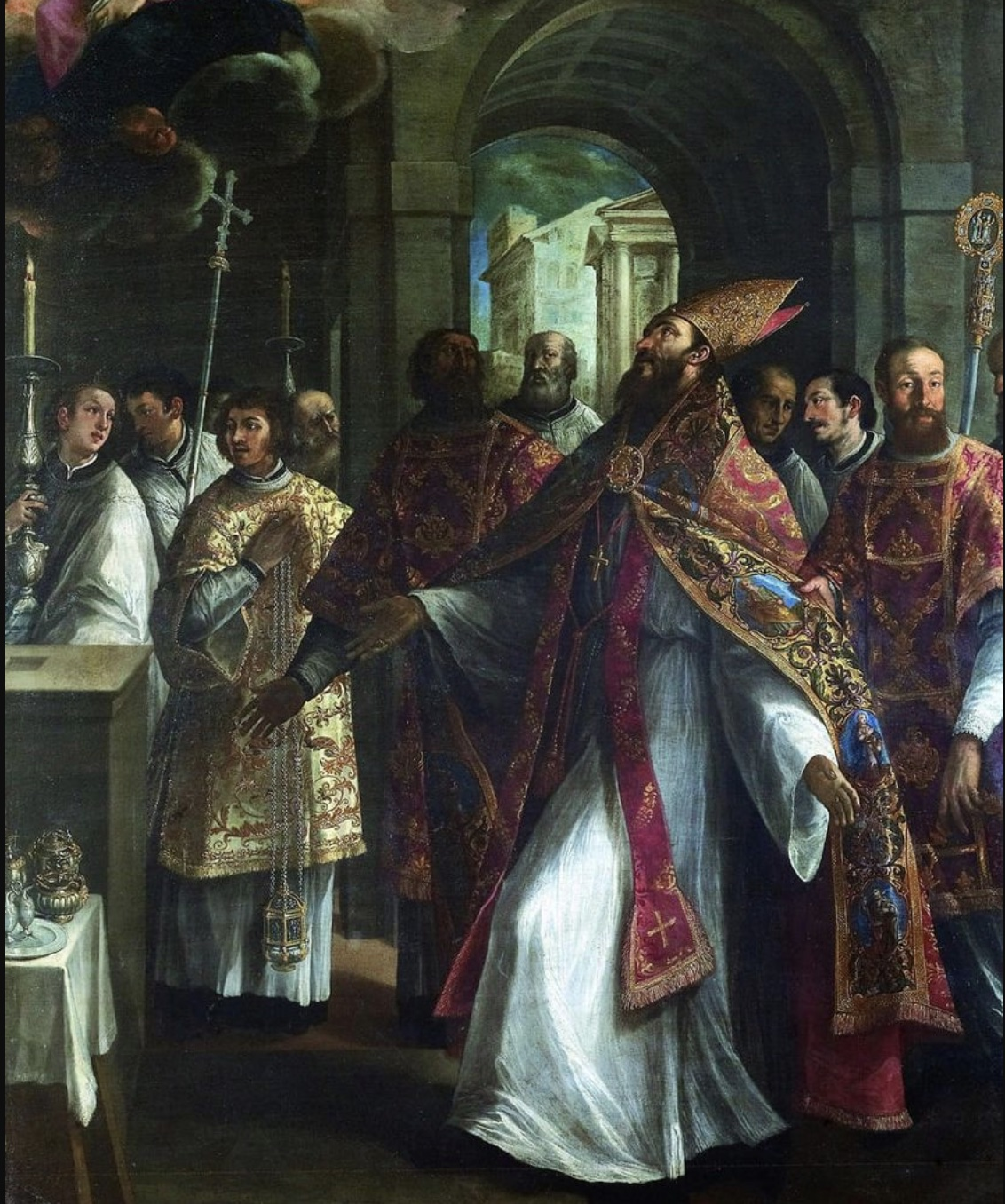
Sant'Anselmo

## Anselmo II da Baggio a Lucca
Nel 1073 Anselmo II da Baggio venne eletto vescovo di Lucca per volere del morente zio e papa Alessandro II. Il 10 agosto del 1073 papa Gregorio VII, nato Ildebrando di Soana, successe ad Alessandro II ed iniziò una decisa politica anti-imperiale a sostegno della autonomia della Chiesa, nota come riforma gregoriana. La lotta alla simonia e al nicolaismo costituirono i cardini del rinnovamento morale proposto dal nuovo papa. Nel marzo del 1075 Gregorio VII emanò il Dictatus Papae, dove in 27 dichiarazioni racchiuse i punti della sua riforma.

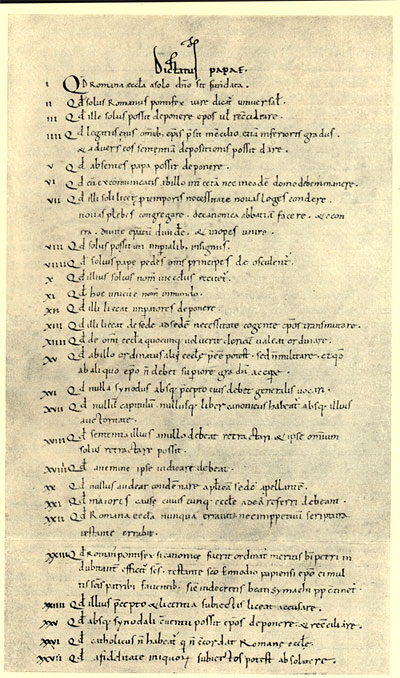
Dictatus papae marzo1075

Sembra che Anselmo II, come Ildebrando da Soana ed altri celebri esponenti della Riforma, si sia fatto monaco, prima di ricevere, per la pressione di Gregorio VII, l’investitura vescovile da Enrico IV nella seconda metà di aprile del 1074 ovvero quando Enrico IV fu assolto dalla scomunica.Lo starebbe a dimostrare indiscutibilmente una offersio del 25 gennaio 1075, riportata dal Barsocchini a pag.330 di Memorie e Documenti per servire all'istoria del Ducato di Lucca, Tomo V, parte I, in cui si legge: "Omissis..Anselmo ...non più semplice vescovo ma vescovo e monaco: offero tibi et Deo Ecclesia S.Martini...ubi nunc Anselmus Episcopus et monacus esse videtur". Che fosse un monaco lo accenna anche Rangerio nel suo poema e così ebbe a ribattere un canonico al discorso sinodale di Anselmo ai canonici, narrato nella stessa Vita metrica. Anche lo zio Anselmo era stato incaricato dall’imperatore, per inveterata consuetudine. È certo che dopo l'investitura regia rinunci alla carica episcopale ritirandosi nel monastero di Saint-Gilles, da dove lo richiama Gregorio VII.
Anselmo aderì in toto alla dottrina gregoriana, ben più fermamente dello zio papa, e pretese innanzi tutto che i canonici del Capitolo di San Martino, che in gran parte vivevano con la propria famiglia, iniziassero a condurre una vita comune di stampo monastico nella canonica del Capitolo: "Viviamo da pari insieme, viviamo religiosamente, non ci confonda il desiderio di una discendenza, non ci illuda quello del lignaggio, né l'amore per i nipoti: chiunque sia bisognoso, sia per noi padre e nipote." Questo programma trovò l'opposizione ferma di quasi tutti i canonici, guidati dal suddiacono Pietro e sostenuti dalle loro famiglie di origine, che costituivano la parte dell'aristocrazia lucchese, che stava guardando con interesse a Enrico IV di Franconia. Il re, nominando il chierico Tedaldo ad arcivescovo di Milano il 28 settembre 1075, contro la volontà papale, diede vita ad uno degli scontri col papato, passati alla storia come la lotta per le investiture.
Ad Anselmo II venne affidata la contessa Matilde di Canossa, a cui papa Alessandro II aveva consigliato il nipote come guida spirituale. Dopo la morte della madre Beatrice a Pisa il 18 aprile 1076, all'età di circa 30 anni, Matilde venne in possesso del potente marchesato, ereditando anche le grandi antipatie che la società lucchese nutriva per il padre Bonifacio. Bonifacio infatti aveva interpretato il ruolo dell'affossatore di ogni aspirazione all'indipendenza cittadina sia per Lucca che per ogni città sotto il suo dominio. Il convinto consenso accordato da Matilde alla riforma gregoriana, sulle orme della madre Beatrice ma in discontinuità con la linea filo-imperiale dal padre Bonifacio, servì solo a rafforzare la tenacia della opposizione dei cives lucenses, che forse proprio per questo vennero premiati poi da Enrico IV di Franconia con il diploma del 23 giugno 1081, e dei canonici lucchesi, che vedevano minacciata la loro vita negli affetti e negli interessi economici. L'intervento sui canonici della contessa, in cui li allettava con la promessa di ricchezze ed onori per loro e per le loro famiglie, non sortì alcun effetto; i canonici continuarono con le loro usanze, cosicché ancora nel secolo successivo la vita comune si ridussesolo a poche occasioni, secondo quanto riportato da Roberta Amari e Cosimo Damiano Fonseca. Il dissidio con i canonici di San Martino si può inquadrare anche in quello più antico insorto nella cittadinanza lucchese con l'avvento di presuli di origine lombarda, a partire dal vescovo Giovanni II nel 1023, legati alla casata dei Canossiani, ma lontani dal contesto della società lucchese.

## L'intervento di Gregorio VII nella contesa
Gregorio VII, che teneva monitorata la delicata situazione lucchese tramite Anselmo II, inviò ai canonici simoniaci di San Martino un'epistola l'11 agosto 1075, in cui richiamava la validità dei precetti di Giovanni II e di papa Leone IX, ma di fronte all'atteggiamento ostinato riscontrato da Anselmo II, con un'altra epistola inviata da Firenze in data 11 agosto 1077 intimò loro l'interdizione ab ingressu Ecclesia S.Martini. Sembra che sia venuto a Lucca per incontrare di persona i canonici verso la fine di giugno e l'inizio di agosto 1077, secondo Torello Del- Carlo.
I rivoltosi proseguirono ad esercitare contro i divieti e nel 1078 il papa si risolse a convocare i rivoltosi a Roma per un sinodo ("vocatutur denique ad sedem apostolicam"). Il sinodo si tenne il 19 novembre 1078, dopo che era stato in un primo momento convocato per il 1º novembre. I ribelli si rifiutarono di presentarsi, secondo Dinelli. Con una nuova epistola del 28 novembre 1078, Gregorio VII ribadì la restituzione delle prebende e il divieto di ingresso nelle chiese, nel caso in cui i ribelli non si fossero adeguati alla vita comune "si id facere recusatis". Nell'anno seguente si convocò nuovamente un sinodo, passato alla storia come "Concilio Romano VI", a cui parteciparono i canonici di San Martino. I medesimi confermarono le proprie convinzioni e perciò vennero condannati per aver attentato alla vita del Vescovo "sicut insidiatores", "ibique conspiratores in proprium episcopum et insidiatores detecti sunt" dice il Bardo; vennero scomunicati e consegnati alla giustizia secolare, cioè alla contessa Matilde, che li mise in curia a fare i servi. Il 1º ottobre 1079 lo stesso papa invia un'epistola al popolo ed ai clerici di Lucca, non potendola più indirizzare ai canonici scomunicati, "Lucensi clero, et populo, exceptis his, qui communicant, atque consentiunt excommunicatis". Nella medesima spiega come è arrivato alla sentenza di condanna, cioè rifacendosi a quanto stabilito dai pontefici Stefano e Fabiano, ed intima al cittadini lucchesi di non avere contatti con gli scomunicati, che sono stati privati dei loro uffici, delle prebende e allontanati in perpetuo dai luoghi ecclesiastici, di non permettere loro di coabitare nella città e nella provincia, ricordando che avrebbero rischiato di essere scomunicati a loro volta.
Sollecitato da Anselmo II, che, recatosi a Roma per il VII Concilio tenutosi a marzo dell'anno seguente, aveva riferito di una città sobillata dai condannati, Gregorio VII riconvocò nel 1080, per un riesame della questione, un concilio vicino a Lucca, ovvero a San Ginese di Compito, proprio per favorire la presenza del clero ribelle. Nella Vita Alselmi del Bardo, che narra l'episodio, si riporta: "convenerunt ergo quam plures iterum episcopi apud Sanctum Genesium quod castrum a civitate Lucana non multum distat". Anche l'opera in versi di Rangerio, ricalcando Bardo il presbitero, riporta: "Sancti Genesii locus est famosus, agendis Aptus colloquiis hospitioque bonus. Hic, quia Lucana non multum distat ab urbe, Conveniunt fratres precipiente patre." È utile precisare che Rangerius, probabilmente di origini francesi, non conosceva i luoghi toscani, altrimenti non avrebbe scritto che San Genesio, quello famoso per i convegni, nei pressi di S.Miniato, è vicino a Lucca, visto che passando per strada più breve (cioè la via Francigena) dista 40 Km da Lucca, senza considerare l'attraversamento dell'Arno sul ponte di Fucecchio che non sempre era transitabile. Il pellegrino medio poteva farcela a piedi in una giornata, a cavallo in più di due ore.
I ribelli vennero quindi nuovamente scomunicati dal concilio, che era presieduto dal vescovo di Albano, Pietro Igneo, noto per la celebre ordalia, e consegnati al potere secolare ovvero alla contessa Matilde di Canossa, che li ridusse a servi della Curia.

## La rivolta di Pietro e dei suoi seguaci
La reiterata condanna dei canonici funge da innesco per un'ampia rivolta diretta contro il papato, il vescovo e la contessa. Nel moto insurrezionale ebbero un ruolo anche le distanze che alcune famiglie nobili avevano preso con il nuovo vescovo milanese, sui nomi delle quali Rangerio nella Vita metrica Anselmi tace, ma che si ricavano da altre fonti: Raffaele Savigni ricorda i Gherardeschi, già in contrasto con l'episcopato da qualche anno, ed i signori di Montemagno negli anni tra il 1075 e il 1080, legati precedentemente alla contessa e all'episcopato.
In seguito i fatti avrebbero condotto alla cacciata di Anselmo II ed alla elezione del vescovo scismatico Pietro, che precedentemente era a capo dei rivoltosi. Enrico IV di Franconia, prima con il diploma del 23 giugno 1081 e poi di persona a Lucca il 25 luglio 1081 in compagnia dell'antipapa Clemente III, affidò al vescovo scismatico Pietro non solo l'episcopato, ma anche la stessa città di Lucca, attraverso il conferimento dei regalia, con il conseguente spodestamento della cugina Matilde dalla marca toscana. Si pensa che il territorio dominato dagli scismatici fosse contenuto tra il castello di Moriano a nord, che resistette agli assedi dal 1081 al 1084, e la zona di Pescia-Montecatini, dove avevano trovato rifugio molti dei sostenitori di Anselmo. Il vescovo Anselmo si rifugiò nell'ottobre 1080 nel castello di Santa Maria a Monte, nel basso Val d'Arno, e poi si spostò sul Serchio nel più sicuro castello di Moriano, assediato dai rivoltosi, dove è segnalato il 19 dicembre 1080. Infine il vescovo si trasferì al seguito di Matilde di Canossa e morì a Mantova nel 1086. Intanto il 25 maggio 1085 si era spento Gregorio VII a Salerno in esilio. A Roma, l'11 giugno 1087, Matilde aveva ricondotto papa Vittore III, anche se la città era ancora in mano ai Guibertisti. Defunto il settembre successivo, gli successe, ma solo nel 1088 ed a Terraccina, papa Urbano II, perché a Roma residieva stabilmente Clemente III, mentre Urbano II si era dovuto accontentare dell'isola TIberina dove si era arroccata la Marchesa. 
Il momento in cui cessò la rivolta dei canonici ribelli ed il dominio di Pietro è stato oggetto di indagini e valutazioni diverse. Kittel lo riferisce alla comparsa di documenti che attestano il rientro in possesso degli uffici del Capitolo da parte dei locopositi, avvenuta nella primavera del 1088. La transizione potrebbe in realtà aver avuto fasi alterne di prevalenza dell’una fazione sull’altra o aver luogo attraverso anche di un periodo in cui le due parti si divisero il potere o le zone territoriali di controllo. Probabilmente il vescovo scismatico fu messo in fuga in uno di questi rovesciamenti di fronte, di cui tratta Rangerio nel suo poema (v.5623 e segg.) ma ne è incerto il momento e oscura la sua fine. 
Anche se è sopravvissuto l'atto di una donazione effettuata in favore del monastero femminile di San Frediano di Tolli da parte del nuovo vescovo ortodosso di Lucca, Gottifredo, redatto in Pescia, cioè fuori della sede dell'episcopato, datato 1091 quarto nonas Julii, cioè il 3 luglio, in cui si presenta come "Dei clementia Lucanae Civitatis Episcopus", forse il vescovato di Pietro finì solo nell'ottobre 1092, in coincidenza con la vittoria presso la Rocca di Canossa della contessa Matilde sulle truppe imperiali, anche se non fu una sconfitta risolutiva per Enrico IV. Cardini ritiene completo il ristabilimento dell'ordine solo nel 1096, con la consacrazione del vescovo ortodosso Rangerio in concomitanza con il passaggio da Lucca di Urbano II e delle truppe della prima crociata.

## Fedeli del vescovo Anselmo II e sostenitori della rivolta
La documentazione sul periodo di reggenza del vescovo scismatico Pietro è scarna e lacunosa, a causa della damnatio memoriae, operata negli anni che seguirono dalle autorità cittadine per coprire lo scisma. Sono andate distrutte intere annate di documenti, soprattutto dopo il 1079, tanto che si potrebbe ipotizzare che la ricomparsa dei documenti in un numero medio possa segnare il momento del definitivo status quo. Inoltre Rangerius nella Vita metrica Anselmi Lucensis episcopi tratta a lungo di Pietro lo scismatico, ma evita accuratamente di citare i nomi dei ribelli e delle loro famiglie, che dopo la fine dello scisma presumibilmente non furono banditi ma ritornarono protagonisti della vita pubblica della città e tralascia di indicare quale sorte abbia avuto Pietro una volta che la città ritornò all'obbedienza papale, il quale, all'epoca della redazione del poema sembra ancora vivo.
Nelle battaglie per la difesa del castello di Moriano viene ricordato da Rangerio un presbitero, Paganus, sostenitore di Anselmo e "provido et mirae strenuitatis homo", che Pietro tenta di catturare. Sono citati anche il compresbitero Martino e Reginero, che si impegnano come possono contro gli scismatici.

Tra i pochi documenti sopravvissuti esiste un atto di donazione effettuata in favore del Domnum Anselmum Episcopus il 12 ottobre 1084, da parte di un certo Rolando figlio di Saracino, abitante in Longobardia, il quale si trovava a letto infermo a Pescia, all'epoca roccaforte dei sostenitori anselmiani. Intervengono nell'atto, pur senza sottoscriverlo, in rappresentanza del vescovo Anselmo, Bardo diacono e primicerio e Lamberto l'arcipresbitero, figlio di Berta, "canonici ed ordinari della chiesa e dell'ospedale di San Martino di Lucca", "quamvis modo injuste sint exiliati", che consegnano al longobardo un anello d'oro, passando con ciò alla storia per certi fideles del vescovo fuggiasco. Entrambi sono citati nella Vita Metrica: l'arcipresbitero per aver rifiutato di affrontare Pietro in un dibattito, l'altro per esservi invece prestato. 

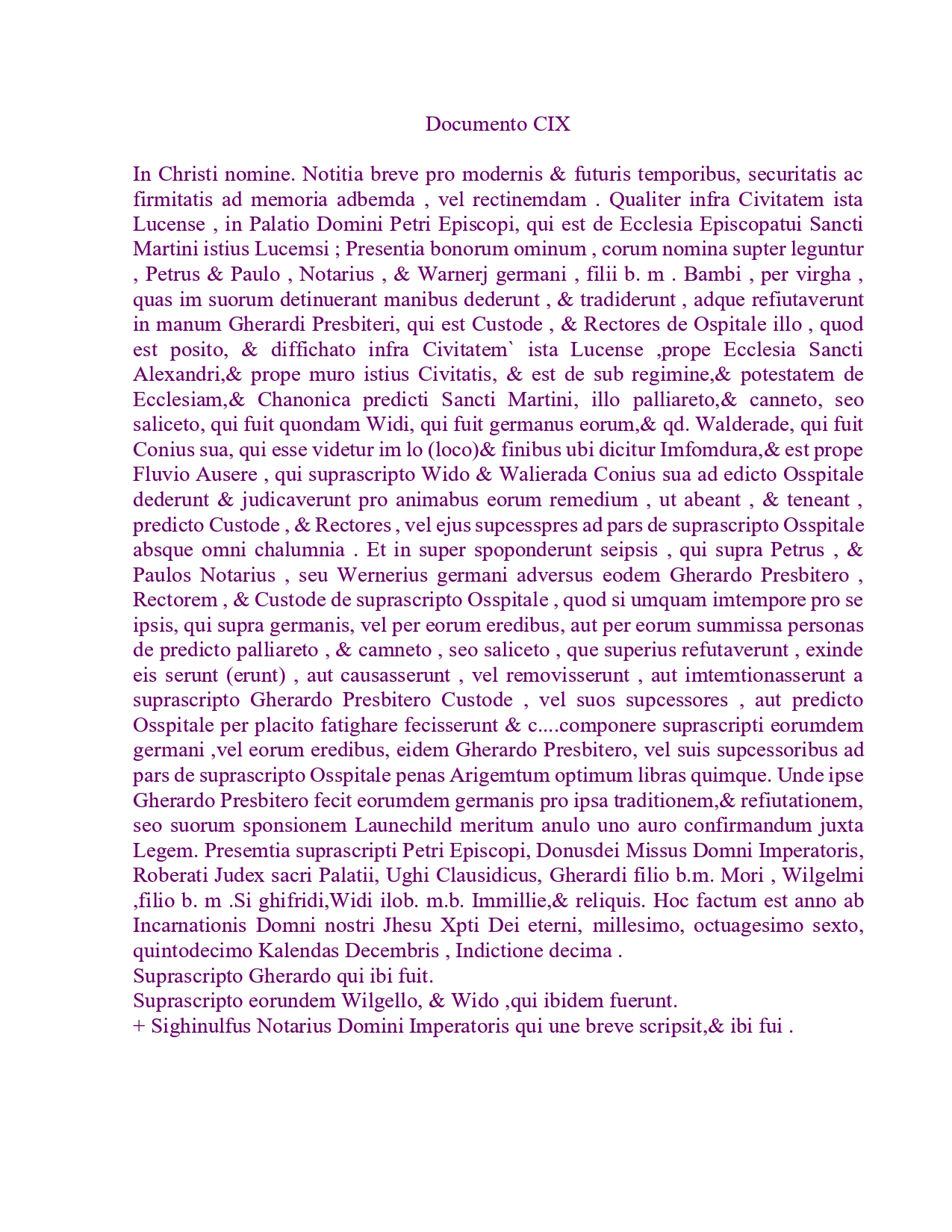
doc. CIX, redatto" in palatio domini Petri episcopi" il 17 novembre 1086

Rangerio, che eppure riconosce le doti di Pietro, in particolare quella di una grande capacità di captare il favore del popolo, rivela qualche dettaglio sulla sua famiglia, appartenente ad un ricco e potente casato: "Ergo Petrus, quo non his ausibus aptior alter, / Et locuplete satus atque potente domo, / Signifer eligitur istius sedicionis / Ac primum socios convocat in latebris", ed anche: "Cum Petrus adsumptis sibi fratribus et patre duro / Accurrit subitus ut leo sive lupus". Inoltre Pietro sponsorizza suo fratello nell'esercito.
Da rilevare anche che anche a Bologna è noto un vescovo scismatico di nome Pietro (V), citato in una nota del libello De utroque apostolico scritto verso il 1092, la cui identità viene attribuita ipoteticamente dal Fiorelli a Pepo o Pepone, dottore in legge bolognese, la cui attività era legata ai Canossa.
Tra i sostenitori di Pietro può forse annoverarsi, almeno in quel periodo, vista l'importanza del ruolo che rivestiva, Gherardo Presbitero, il rettore e custode dell' "Ospitale illo, quod est posito, et diffichato infra Civitatem ista Lucense, prope Ecclesia Sancti Alexandri & prope muroistius Civitatis, & est de sub regimine & potestatem de Ecclesiam, & Chanonica predicti Sancti Martini", come riporta un documento datato 17 novembre 1086, quinto decimo Kalendas Decembris. La redazione dell'atto si svolge nel palazzo del vescovo Pietro ("in palatio domini Petri episcopi"), nuova struttura grazie ai regalia enriciani, alla presenza dello stesso vescovo scismatico.

Mappa del 1200, tratta da Giuseppe Matraia pittore "Lucca nel milleduecento", 1843, Lucca

Flaiperto Donusdei, figlio omonimo di Flaiperto, detto "Amicus", capostipite della famiglia degli Avvocati e documentato dal 1011 al 1075, era all'epoca il missatico imperiale e, in questa veste, svolse un ruolo di garanzia amministrativa. Flaiperto era entrato in contatto con il conte Bonifacio di Canossa attorno al 1030, ereditando la funzione dalla famiglia del giudice Leone. Almeno fino al 1075 assorbiva in sé i titoli e le competenze dell'advocatus del marchese, del vicedominus episcopale, del giudice regio e successivamente anche del messo regio e imperiale. Il figlio Donusdei, in veste di "iudex et missus domni imperatoris", roga l'atto del 17 novembre 1086, quindi sembra quasi certo che rimanga al suo posto anche durante lo scisma lucchese e quindi c'è chi sostiene che abbia appoggiato il governo scismatico.

## Luoghi dello scisma
Tra i luoghi dove lo scisma mosse i propri attori si annoverano il palazzo "domini Petri episcopi ", dove sembra venisse amministrata la giustizia al tempo del vescovo scismatico Pietro, corrispondente alla precedente "domus episcopi", sita nella "curtis regia" longobarda, andata perduta e collocata dagli storici dei secoli XVII e XVIII immediatamente a sud di piazza XX Settembre, luogo questo dove sorgeva Santa Maria in Palatio, distrutta nel 1807. A nord di questa e presso la chiesa di San Giusto sorgeva la zecca ("moneta") di Lucca.
Tra i luoghi dove lo scisma mosse i propri attori si annovera il palazzo "domini Petri episcopi ", dove sembra venisse amministrata la giustizia al tempo del vescovo scismatico Pietro, che potrebbe probabilmente corrispondere alla precedente "domus episcopi", sita nella "curtis regia" longobarda, andata perduta e collocata dagli storici dei secoli XVII e XVIII immediatamente a sud di piazza XX Settembre, luogo questo dove sorgeva Santa Maria in Palatio, distrutta nel 1807. A nord di questa e presso la chiesa di San Giusto sorgeva la zecca ("moneta") di Lucca.